# Gmina Szubin
Die Gmina Szubin ist eine Stadt-und-Land-Gemeinde im Powiat Nakielski der Woiwodschaft Kujawien-Pommern in Polen. Ihr Sitz ist die gleichnamige Stadt (deutsch Schubin) mit etwa 9600 Einwohnern.

## Geographie
Die Gemeinde grenzt an die Gemeinde der Kreisstadt Nakło (Nakel) und liegt etwa fünf Kilometer westlich der Stadt Bydgoszcz (Bromberg). Zu den Fließgewässern gehören die  Gąsawka und die Biała Struga.

## Gliederung
Zur Stadt-und-Land-Gemeinde Szubin gehören die Ortschaften:
| polnischer Name                     | deutscher Name (1815–1919 und 1939–1945)                                             |
| ----------------------------------- | ------------------------------------------------------------------------------------ |
| Bielawy                             | Bielawy (1940–1945 Luisenwalde)                                                      |
| Brzózki                             | Birken                                                                               |
| Chobielin                           | Chobielin (1940–1945 Falkenberg)                                                     |
| Chomętowo                           | Hedwigshorst                                                                         |
| Chraplewo                           | Chraplewo (1940–1945 Maifeld)                                                        |
| Ciężkowo                            | Cienszkowo (1906–1919, 1939–1945 Zinsdorf)                                           |
| Dąbrówka Słupska                    | Eichenhain                                                                           |
| Drogosław                           | Drogoslaw (1940–1945 Waldheim)                                                       |
| Gąbin                               | Gombin (1940–1945 Seewald)                                                           |
| Głęboczek                           | Waltersruh                                                                           |
| Godzimierz                          | Friedrichsgrün                                                                       |
| Grzeczna Panna                      | Schönmädel                                                                           |
| Jeziorowo                           | Seedorf                                                                              |
| Kołaczkowo                          | Rensdorf                                                                             |
| Koraczewko                          | Koraczewko (1940–1945 Josthof)                                                       |
| Kornelin                            | Kornelino (1940–1945 Seewaldau)                                                      |
| Kowalewo                            | Grünhagen                                                                            |
| Królikowo                           | Krolikowo (1906–1919, 1939–1945 Königsrode)                                          |
| Łachowo                             | Lachowo (1940–1945 Kiehnsfelde)                                                      |
| Małe Rudy                           | Ruden                                                                                |
| Mąkoszyn                            | Piardowo (1906–1919, 1939–1945 Welldorf)                                             |
| Nadkanale                           | Am Kanal                                                                             |
| Niedźwiady                          | Bärenbruch                                                                           |
| Olek                                | Elsensee                                                                             |
| Pińsko                              | Pinsk (1940–1943 Herrenhof, 1943–1945 Herrenwiesen)                                  |
| Retkowo                             | Retkowo (1940–1945 Malte)                                                            |
| Rynarzewo                           | Rynarschewo (1907–1919, 1939–1945 Netzwalde)                                         |
| Rzemieniewice                       | Rzemieniewice (1940–1945 Müllersdorf)                                                |
| Samoklęski Duże                     | Groß Samoklensk (1940–1945 Pollsfelde)                                               |
| Samoklęski Małe                     | Klein Samoklensk (1905–1919, 1939–1945 Friedberg)                                    |
| Skórzewo                            | Skorzewo (1906–1919, 1939–1945 Grünheim)                                             |
| Słonawy                             | Salzdorf                                                                             |
| Słupy                               | Slupy (1940–1945 Pfahldorf)                                                          |
| Smarzykowo                          | Lassowinabruch (1940–1945 Schwedenschanze)                                           |
| Smolniki                            | Blumenthal (1940–1945 Blumental)                                                     |
| Stanisławka                         | Zweidorf                                                                             |
| Stary Jarużyn                       | Jaruschin (1940–1945 Ulmenhof)                                                       |
| Szaradowo                           | Szaradowo (1940–1945 Hinterwalden)                                                   |
| Szaradowo - Zalesie stacja kolejowa | Salesche Bf. (1940–1945 Kiehnshof-Bahnhof)                                           |
| Szkocja                             | Schottland                                                                           |
| Szubin                              | Schubin (1940–1945 Altburgund)                                                       |
| Szubin-Wieś                         | Schubinsdorf (1940–1945 Altendorf)                                                   |
| Tur                                 | Thure                                                                                |
| Wąsosz                              | Wonsosz (1906–1919, 1939–1940 Wonsosch, 1940–1943 Preußendorf, 1943–1945 Preußensee) |
| Wojsławiec                          | Hammermühle                                                                          |
| Wolwark                             | Wolwark (1940–1945 Deutsch Neuwelt)                                                  |
| Wrzosy                              | Wrzosy (1940–1945 Heidhof)                                                           |
| Zalesie                             | Zalesie bei Exin (1906–1919, 1939–1940 Salesche, 1940–1945 Kiehnshof)                |
| Zamość                              | Zamosch (1940–1945 Brückendorf)                                                      |
| Żędowo                              | Zendowo (1940–1945 Burgdorf)                                                         |
| Zielonowo                           | Grünau, Försterei                                                                    |
| Żurczyn                             | Louisenheim (1940–1945 Luisenheim)                                                   |

## Verkehr
Früher bestanden der Bahnhof Szubin an der Bahnstrecke Poznań–Bydgoszcz und Haltepunkte in Kołaczkowo, Pińsko, Rynarzewo und Zalesie sowie in Kowalewo und Wąsosz an der ehemaligen Bahnstrecke Żnin–Szubin.
Szubin hat noch einen Güterbahnhof.

## Persönlichkeiten
- Carl Kiehn (1833–1894), Mitglied des Preußischen Abgeordnetenhauses; geboren in Zalesie.